# آیجیا گرامر
آیجیا گرامر (به انگلیسی: Aijia Grammer) با نام تولد آیجیا لیز گوتمن (به انگلیسی: Aijia Lise Guttman) (زاده ۲۶ ژوئن ۱۹۸۶) خواننده و ترانه‌سرا آمریکایی است.